# George Vernon
George Vernon (egentligen George Vernon William Schollaert), född 6 september 1915 i England av belgiska föräldrar, död 17 april 1987 i Spånga, var en svensk jazzmusiker (trombon) och sångare.
Bror till violinisten Albert Vernon (egentligen Albert Alfred Schollaert) och saxofonisten/cellisten Frank Vernon.
George Vernon kom till Sverige 1930, han medverkade i Arne Hülphers orkester 1938–1940, i Thore Ehrlings orkester 1940–1952, därefter var han kapellmästare för egna dansorkestrar. Han medverkade också i Harry Arnolds radioband 1955–1963. 

## Filmografi roller i urval
- 1935 – Ungdom av idag
- 1940 – Swing it, magistern!
- 1940 – Kyss henne!
- 1943 – En melodi om våren
- 1949 – Kvinnan som försvann
- 1953 – Resan till dej